# مانيانو
مانيانو (بالإيطالية: Magnano)‏ هي بلدية في مقاطعة بييلا في إقليم بييمونتي في إيطاليا.

## السكان
في سنة 1861 بلغ عدد السكان 1٬711 نسمة، وتطور العدد ليصل في سنة 2011 لـ 378 نسمة.
يظهر هذا المخطط البياني تطور النمو السكاني لـ مانيانو